# Ferdinand Lotheissen

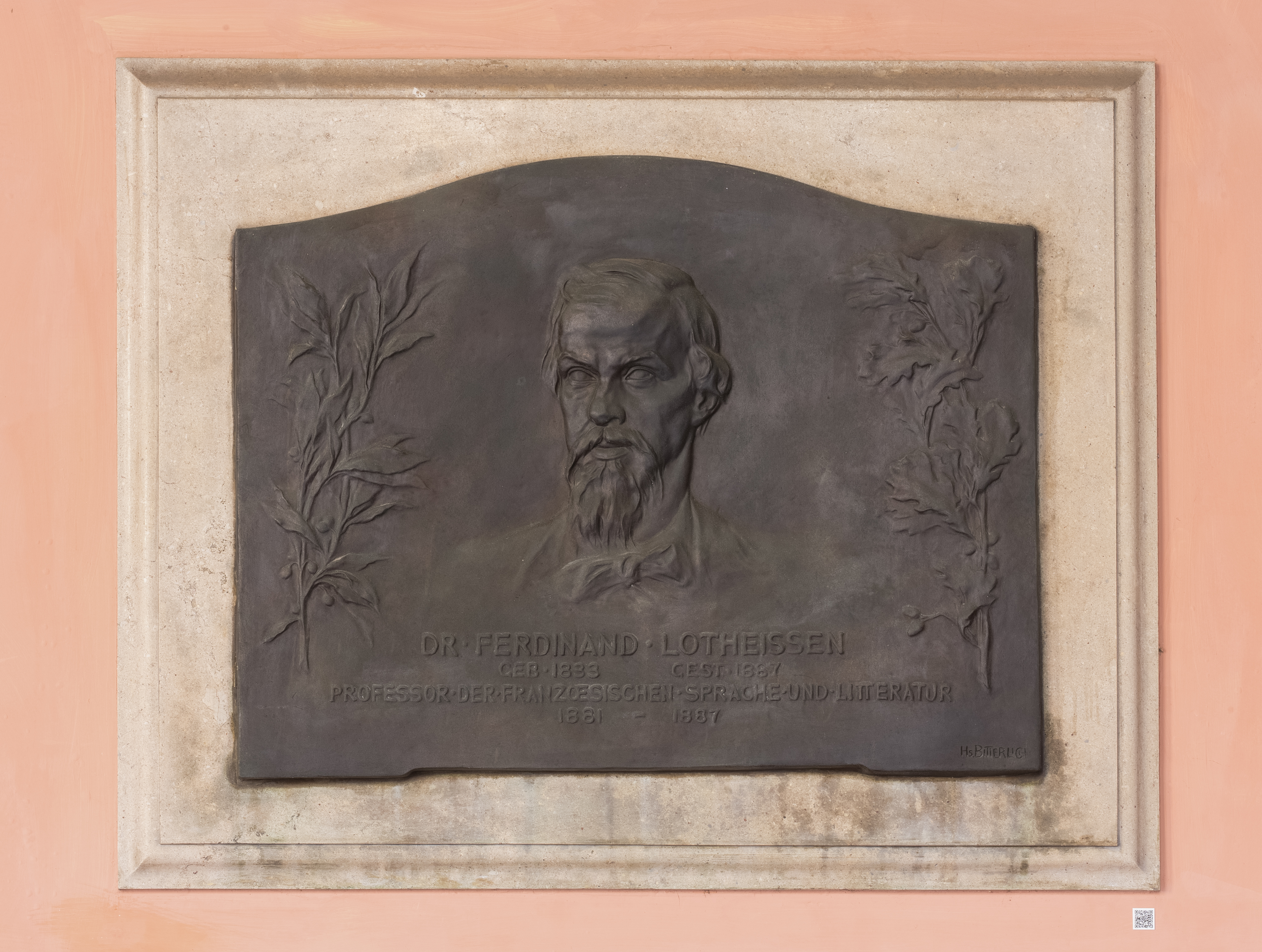
Denkmal für Ferdinand Lotheissen im Arkadenhof der Universität Wien

Georg Wilhelm Philipp Karl Ferdinand Lotheissen (* 20. Mai 1833 in Darmstadt; † 19. Dezember 1887 in Wien) war ein deutsch-österreichischer Romanist und Kulturhistoriker.

## Leben und Werk
Ferdinand Lotheissen war der Sohn des späteren Darmstädter Hofgerichtspräsidenten Friedrich Lotheissen (1796–1859) und Sophie Kröncke (1809–1872), Tochter des Rheinbauinspektors Claus Kröncke (1771–1843). Er studierte ab 1851 in Göttingen, Berlin und Gießen Klassische Philologie. In Göttingen wurde er Mitglied des Corps Saxonia. Er promovierte 1856 in Gießen Über die Gestalt des Parasiten in der alten Komödie. Von 1858 bis 1863 war er Gymnasiallehrer in Büdingen, ging dann nach Genf, Frankreich und Italien (wo er sich mit Ludmilla Assing anfreundete) und war journalistisch tätig. Das Wiener Ministerium holte ihn auf Vorschlag Rudolf von Iherings 1870 zur Neugestaltung des Realschulwesens nach Österreich. An der Universität Wien habilitierte er sich 1871 für neuere französische Literaturgeschichte mit Literatur und Gesellschaft in Frankreich zur Zeit der Revolution 1789–1794. Zur Kulturgeschichte des 18. Jahrhunderts (Wien 1872) und wurde 1872 gemeinsam mit Adolf Mussafia Vorstand des neu gegründeten Seminars für französische und englische Sprache. 1881 wurde er zum außerordentlichen Professor ernannt. Lotheissen war verheiratet mit Luise Amalie Thudichum (1838–1919) der jüngsten Tochter des Theologen und Philologen Georg Thudichum (1794–1873). Der Chirurg Georg Lotheissen (1868–1941) war sein Sohn.
Aus einem Brief vom 13. Januar 1867: „Ich meine manchmal, wenn man [auf den Schulen] das Studium der alten Sprachen beschränkte und dafür die modernen wissenschaftlich betriebe, wenn man die deutsche und französische Grammatik, die deutschen, englischen und französischen Schriftsteller vornähme und erklärte — es käme mehr dabei heraus“. (zitiert nach Fränkel in: ADB s. v.)

## Weitere Werke
- Studien über John Milton's Leben und poetische Werke, Büdingen 1860
- Geschichte der französischen Literatur im 17. Jahrhundert, 4 Bde., Wien 1877–1884, 2. Auflage in 2 Bdn., Wien 1897
- Molière. Sein Leben und seine Werke, Frankfurt 1880
- Königin Margarethe von Navarra. Ein Cultur- und Literaturbild aus der Zeit der französischen Reformation,  Berlin 1885
- Zur Sittengeschichte Frankreichs. Bilder und Historien, Leipzig 1885
- Zur Culturgeschichte Frankreichs im XVII. und XVIII. Jahrhunderte  mit einer biographischen Einleitung von Anton Bettelheim, Wien 1889